# The golden orpheus festival '75
The golden orpheus festival '75 este un EP live al cântărețului Al Bano publicat doar în Bulgaria în 1975 cu ocazia participării sale la Festivalul internațional "Orfeul de aur".

## Track list
1. Io di notte  (Albano Carrisi, Alessandro Colombini)
2. Mezzanotte d'amore  (Albano Carrisi, Vito Pallavicini)
3. Il ragazzo che sorride  (Vito Pallavicini, Mikis Theodorakis)
4. La siepe  (Pino Massara, Vito Pallavicini)
5. Mattino  (Ruggiero Leoncavallo, Vito Pallavicini)
6. 13, storia d'oggi  (Albano Carrisi, Vito Pallavicini)